# 디아나

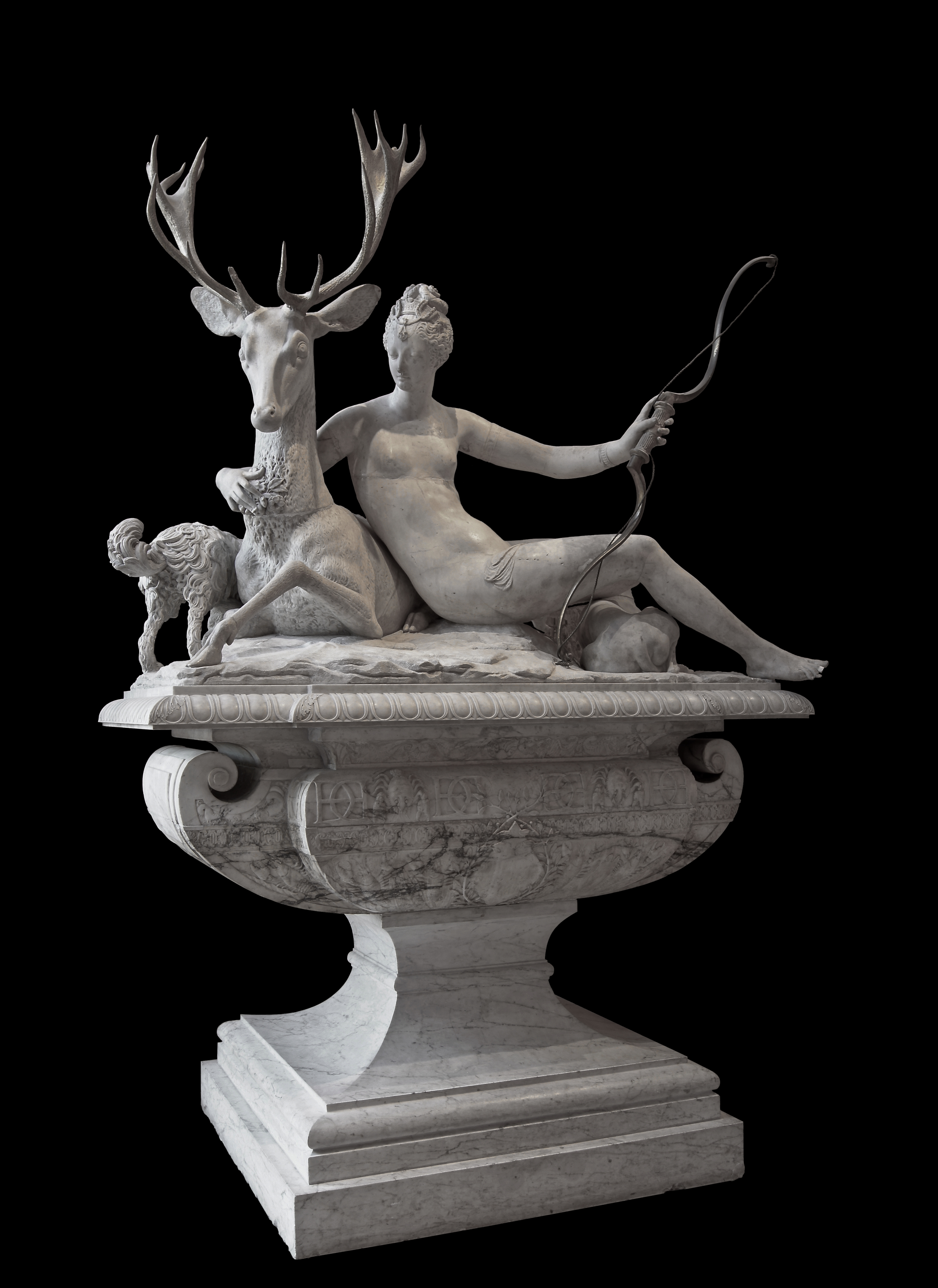
디아나 상

다이애나, 디아나(라틴어: Diana) 또는 야나(라틴어: Iana)는 로마 신화에서 사냥의 여신으로 야생동물과 숲, 달을 관장하는 여신이다. 디아나는 원래 그리스의 아르테미스와 같은 신이 아니었다. 아르테미스는 그리스 사람들의 사냥과 야생동물의 여신이었고 디아나는 로마인들의 달의 여신이었다. 그러나 로마인들은 이 둘을 합쳐 디아나,달과 사냥의 여신으로 만들었다.
신화에 따르면, 디아나는 유피테르(제우스)와 라토나 사이에서 태어났으며, 아폴로와 쌍둥이 자매지간이다.

## 같이 보기
- 아르테미스